# الجريمة في مصر

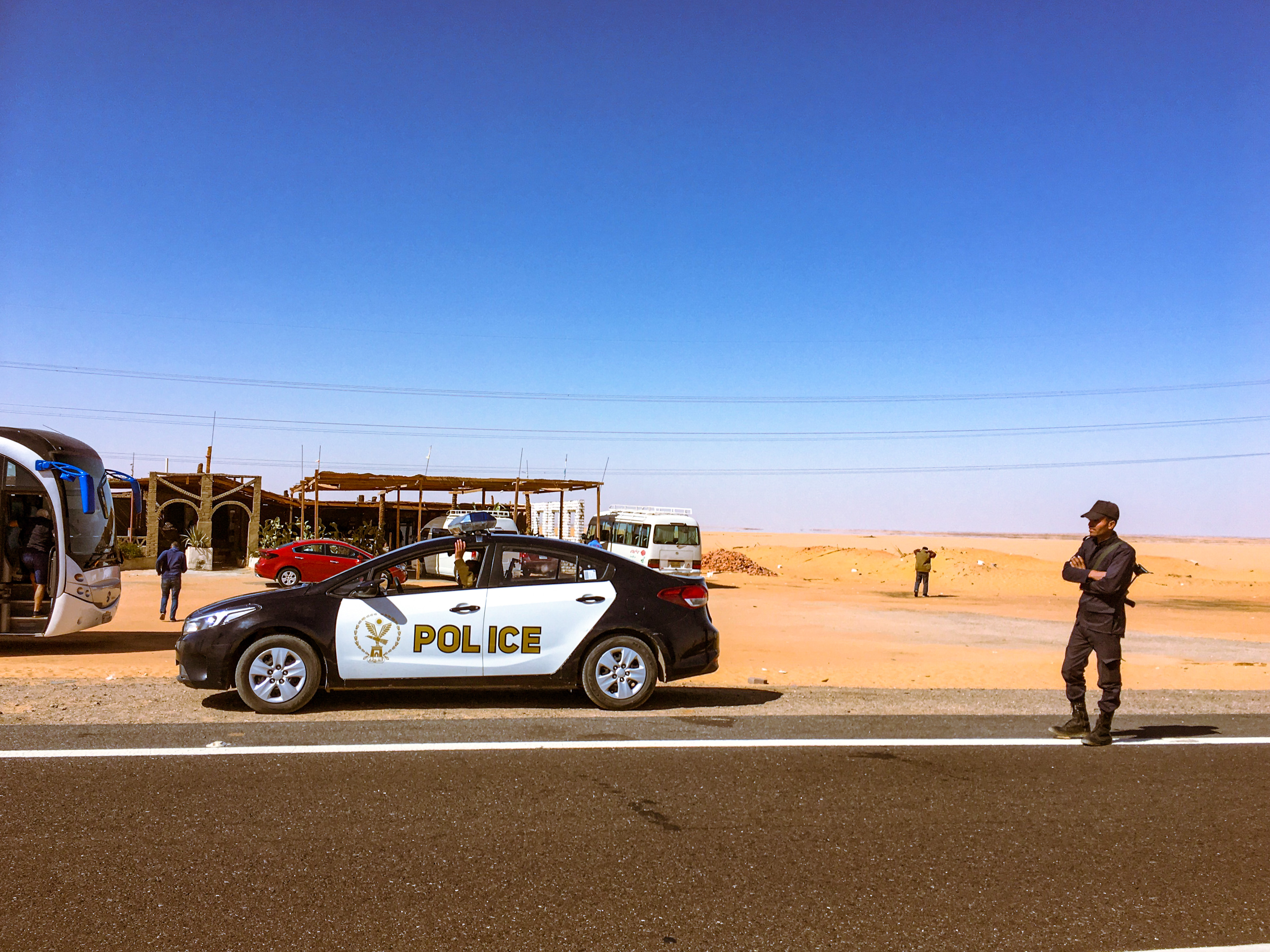
الشرطة المصرية

تتواجد الجريمة في مصر في أشكال متنوعة. تشمل أشكال الجريمة تهريب المخدرات، وغسيل الأموال، والاحتيال، والفساد، والقتل الاقتصادي، وكل ما يسمى بمخالفة القانون.

## الجنحة
خلال الثمانينات من القرن الـ20، كانت الجنحة مشكلة كبيرة في البلد. فكانت السرقة والنشل واسعتا الانتشار في العاصمة القاهرة. زادت جرائم سرقة السيارات، الجرائم عن طريق النساء والأطفال وحوادث الخطف في القاهرة في 1988. في عام 1989 قال مدير أمن القاهرة في حوار صحفي أن الأحوال الاقتصادية الفقيرة، ونسبة البطالة العالية، والنمو السكاني والتغيرات في الأعراف الاجتماعية جميعها أسباب لارتفاع معدلات الجريمة، فيما كانت سرقات البنوك، وعنف العصابات وجرائم العنف الأخرى أقل شيوعًا. زادت جرائم ذوي الياقات البيضاء، التهريب، الاقتصاد التحتي، والجرائم الاقتصادية الأخرى مثل الاختلاس، التهرب الضريبي، العمولات، والرشاوي حين كان أنور السادات ومن بعده حسني مبارك رؤساء لمصر . في 2015 زادت تقارير التحرش الجنسي بشكل كبير في مواقع الجذب السياحي بما فيها أهرامات الجيزة.

## الفساد
أنشأ السادات لجانًا للتحقيق في الفساد بين موظفي الحكومة. استبدل الرئيس حسني مبارك عددا كبيرًا من أعضاء مجلس الوزراء لفشلهم في الكشف عن الفساد. رغم تلك الإجراءات، ظلت الجرائم الاقتصادية واسعة الانتشار. تم الإقرار بأن تطبيق القانون فاسد بشكل خطير، حيث ينسب مخالفات كسر قوانين المرور لسائقي التوكتوك والتاكسي في مقابل غرامة، كذلك عمل مذكرات كاذبة واعتقالات غير قانونية لمشتبه بهم تملأ ملفاتهم بقضايا صنعت عن طريق الدفع لخصومهم.

## الجريمة المنظمة
تعمل مصر كدولة عبور للنساء اللاتي يتم تهريبهم من أوروبا الشرقية إلى إسرائيل من أجل الاستغلال الجنسي التجاري. كذلك يعبر الرجال والنساء من البلاد الأفريقية جنوب الصحراء الكبرى ومن آسيا عبر صحراء سيناء إلى إسرائيل وأوروبا بحثا عن العمل. يتم تهريب الكثير من الأطفال المصريين من المناطق الريفية إلى مناطق أخرى في مصر للعمل كخادمين أو عمال في مجال الزراعة. يمثل تهريب المخدرات مشكلة، فمصر بمثابة بلد للحشيش، الهيروين والأفيون الموجه إلى أوروبا، إسرائيل وشمال أفريقيا.

## الإرهاب والعنف الديني
تعاني مصر من العنف الديني والإرهاب في هجمات متكررة على كل من السياح والأقليات الدينية. تشمل الأمثلة الجديرة بالذكر مجزرة الأقصر (1997)، تفجيرات سيناء 2004، الهجمات الإرهابية في 2005 على القاهرة وشرم الشيخ، تفجيرات دهب 2006، وتفجير الإسكندرية 2011.